# Mino (cartunista)
Hermínio Macêdo Castelo Branco (Fortaleza, 3 de maio de 1944), mais conhecido como Mino, é um cartunista brasileiro, natural do estado do Ceará. É conhecido por ter criado o personagem Capitão Rapadura.

## Carreira
Filho de Francisca Macêdo e Raimundo Castelo Branco, Mino é um escritor, jornalista e ilustrador, que iniciou sua vida profissional ilustrando tirinhas para o jornal O Povo. Nessa época, inspirado no personagem Mickey Mouse, de Walt Disney, Mino cria o Capitão Rapadura. Em 1970, enquanto estudava na Universidade Federal do Ceará (onde formou-se em Direito), recebeu o convite do então diretor da TV Verdes Mares Mansueto Barbosa para sugerir um simbolo para a emissora. A inspiração para o desenho da sereia veio através de uma fotografia de sua filha Agnes, quando era mais jovem.
Eventualmente, Mino entra para o Diário do Nordeste e lança seus trabalhos de banda desenhada na revista Rivista.

## Obras literárias
- Orson Welles no Ceará
- Uma Luz em Cada Um
- Alegorias da Maldição: a escrita fantástica de José Alcides Pinto e o Ceará (1960-80)
- Capitão Rapadura 40 anos